# باين كريك
باين كريك (بالإنجليزية: Pine Creek)‏ هي مدينة صغيرة في منطقة كاثرين في الإقليم الشمالي، أستراليا. في تعداد 2016 كان هناك 328 من سكان باين كريك، وهي رابع أكبر مدينة بين داروين وأليس سبرينغز.
تقع باين كريك قبالة طريق ستوارت السريع (الطريق من الجنوب إلى داروين) ولا يزال محطة سياحية بارزة. يقام عدد من الأحداث كل عام للترويج للمدينة في المنطقة. وتشمل هذه مهرجان غولدروش السنوي الذي يضم بطولات NT Gold Panning و Didgeridoo Jam و Pine Creek Rodeo وسباق باين كريك. في عام 2005 أعترف بإدوارد آه توي أحد المقيمين البارزين في باين كريك كأفضل تريتوريان الشمالي لهذا العام.

## تاريخ
كان باين كريك تقليديا نقطة التقاء ثلاث مجموعات عرقية كبيرة من السكان الأصليين. تمتد إلى الجنوب الغربي من طريق ستيوارت السريع باتجاه وعبر نهر دالي كانت الأرض المرتبطة تقليديًا بشعب واجمان. ارتبطت الأرض الواقعة شرق طريق ستيوارت السريع وجنوب طريق كاكادو السريع الممتدة إلى كاثرين بشعب جاوين، وكانت الأرض شمال طريق كاكادو السريع مرتبطة تقليديًا بواراي.
يبدو أن التدفق الأوروبي بدأ أثناء بناء خط أوفرلاند تلغراف من أديلايد إلى داروين : في عام 1870 عبر العمال لأول مرة جدولًا كان معروفًا بأشجار الصنوبر التي نمت على ضفافه. في عام 1871 وجد عمال داروين ودالوود حفرًا لخط التلغراف الذهب مما أدى إلى اندفاع أستراليا نحو الذهب. نمت المدينة بسرعة مع تدفق عمال المناجم وكثير منهم من المهاجرين الصينيين السنغافوريين الذين تم جلبهم إلى الإقليم منذ عام 1874 كمصدر للعمالة الرخيصة. بحلول عام 1873.أنشأت محطة إعادة إرسال التلغراف ومعسكر الشرطة. بحلول عام 1875 كان هناك فندقان ،طThe Royal Mail و The Standard يتنافسان على الأعمال. افتتحت مدرسة عامة في المدينة عام 1899. بحلول تسعينيات القرن التاسع عشر ، كان هناك ما يصل إلى 15 لغماً تعمل في المنطقة ، وتجاوز عدد سكان المدينة 3000 شخص.
بدأ أول منجم للقصدير في الإقليم عملياته بالقرب من Pine Creek في عام 1878 ، ولكن سرعان ما طغى عليه الرواسب في Maranboy .

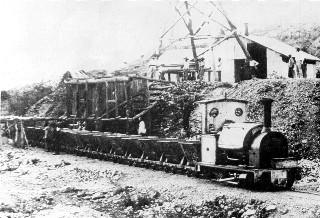
كوزموبوليتان ترامواي ، باين كريك ، حوالي عام 1895

تم اكتشاف Eleanor Reef في Pine Creek في عام 1880 ، قبل حوالي 9 سنوات من وصول السكك الحديدية إلى المدينة. أنشأت شركة Jensen Gold Mining منجمًا على الشعاب المرجانية على بعد حوالي ميل من الحدود الجنوبية لمحمية Pine Creek للسكك الحديدية. تم بناء بطارية في عام 1893 لسحق خام اليانور وشعاب مرجانية أخرى ، وفي الوقت نفسه ، طلبوا مواد الترام من إنجلترا. تم تشغيل الترام بحلول عام 1895. كان الترام لا يزال في مكانه في عام 1912 عندما رسم المساحون طريق تمديد سكة حديد شمال أستراليا من باين كريك إلى كاثرين ولكن تم التخلي عنه بحلول عام 1914 عندما وصلت فرق البناء. تم نقل القاطرة إلى مناجم القصدير Maranboy في عام 1916.

## سكة حديد شمال أستراليا
تم بناء المرحلة الأولى من سكة حديد شمال أستراليا الضيقة المبنية قليلاً بين بورت داروين وباين كريك ووصلت المدينة في عام 1889تمت إضافة جوانب إضافية إلى ساحات السكك الحديدية في عام 1914 استعدادًا لتمديد الخط جنوبًا إلى إمونجالان ( كاثرين ) ، والذي تم افتتاحه عام 1917. تم إنشاء طريق غير مغلق في ثلاثينيات القرن الماضي متبعًا نفس مسار السكة الحديد من نهر أديلايد إلى لاريماه ، ويمر عبر باين كريك. أصبح جزء كبير من هذا الطريق الذي لم تتم صيانته جيدًا فيما بعد هو طريق ستيوارت السريع.
أغلقت السكة الحديد في عام 1976. بقيت محطة سكة حديد باين كريك القديمة (1888) وبعض العربات الدارجة وتم الحفاظ عليها كمحطة سكة حديد باين كريك تم ترميم قاطرة الكومنولث للسكك الحديدية البخارية NF5 التي بنيت في عام 1877 إلى حالة التشغيل في عام 2001.
أستخدم المعيار اللاحق لسكة حديد شمال أستراليا، الذي تم الانتهاء منه في عام 2004 بين أليس سبرينغز وداروين - وهو جزء من ممر سكة حديد أديلايد - داروين - بواسطة قطارات الشحن الثقيل وقطار السياحة التجريبية ، The Ghan يمر 400 متر (440 يارد) شرق المدينة.

## التعدين
بين عامي 1967 و 1974 أستخرج خام الحديد في فرانسيس كريك على بعد حوالي 25 كيلومترًا شمال باين كريك. تم استخراج حوالي 6 ملايين طن من الخام خلال تلك الفترة. في يونيو 2007 بدأت الموارد الإقليمية (التي يتم تداولها تحت اسم منطقة الحديد) تعدين خام الحديد والذهب في منجم فرانسيس كريك. في أكتوبر 2014 أستخدم المنجم لتصوير حلقة من برنامج بي بي سي التلفزيوني توب جير. توقف المنجم عن العمل في يناير 2015 ، بعد انخفاض أسعار خام الحديد ، مما أدى إلى مغادرة العديد من الموظفين المحليين. في أبريل 2020 أُعلن عن استئناف التعدين في مايو 2020 ، بعد توقف دام 5 سنوات.
في عام 1985 افتتحت Pine Creek Goldfields Limited منجمًا مفتوحًا للذهب بالقرب من المدينة ، في موقع منجم قديم. على مدى عشر سنوات ، أنتجت 764,000 أونصة (21,700 كـغ) من الذهب. منذ الإغلاق ملئت الحفرة الرئيسية بالمياه لمنع تراكم الأحماض. يقع المرصد في الطرف الجنوبي الغربي لشارع مول.

### الحرب العالمية الثانية
خلال الحرب العالمية الثانية أنشأ الجيش الأسترالي مستشفى المخيم الأسترالي رقم 65 بالقرب من باين كريك. تم إنشاء مطار بين مايو ويوليو 1942 من قبل كتيبة الطيران الهندسية 808 التابعة للجيش الأمريكي كأرض هبوط طارئة وخدمة الوحدات العسكرية المتمركزة في المدينة. على عكس العديد من مدن Top End ، لم يتم قصف Pine Creek من قبل اليابانيين خلال الحرب ، على الرغم من أن طائرات الاستطلاع اليابانية قد حلقت فوق المدينة في مناسبة واحدة على الأقل.
وخلال سنوات الحرب أيضًا، أنشئت جميع أقسام الطقس على طريق ستيوارت السريع ، مما يوفر بدائل النقل للسكك الحديدية. اكتمل العمل على الطريق في هذه المنطقة بحلول عام 1944.

### الأماكن التراثية
الأماكن التالية مدرجة في سجل تراث الإقليم الشمالي:
1. مخبز باين كريك[22]
2. مكتب بريد باين كريك ومحطة إعادة الإرسال[23]
3. بقايا سكك حديد شمال أستراليا (NAR) في باين كريك[24]
4. ملحمة باين كريك القديمة[25]
5. فندق أولد بلايفورد كلوب[26]
6. منزل محطة بونروك القديمة[27]
7. منطقة باين كريك للسكك الحديدية،[28] بما في ذلك متحف السكك الحديدية.

## وصلات خارجية
- مجلس مدينة باين كريك